# Norton (Kansas)
Norton és una població dels Estats Units a l'estat de Kansas. Segons el cens del 2000 tenia 3.012 habitants.

## Demografia
Segons el cens del 2000, Norton tenia 3.012 habitants, 1.331 habitatges, i 814 famílies. La densitat de població era de 605,7 habitants/km².
Dels 1.331 habitatges en un 27,7% hi vivien nens de menys de 18 anys, en un 50,5% hi vivien parelles casades, en un 8,5% dones solteres, i en un 38,8% no eren unitats familiars. En el 36,1% dels habitatges hi vivien persones soles el 20,7% de les quals corresponia a persones de 65 anys o més que vivien soles. El nombre mitjà de persones vivint en cada habitatge era de 2,19 i el nombre mitjà de persones que vivien en cada família era de 2,86.
Per edats la població es repartia de la següent manera: un 24,5% tenia menys de 18 anys, un 5,3% entre 18 i 24, un 23,5% entre 25 i 44, un 22,1% de 45 a 60 i un 24,6% 65 anys o més.
L'edat mediana era de 43 anys. Per cada 100 dones de 18 o més anys hi havia 82,9 homes.
La renda mediana per habitatge era de 30.339 $ i la renda mediana per família de 36.179 $. Els homes tenien una renda mediana de 25.943 $ mentre que les dones 20.559 $. La renda per capita de la població era de 16.438 $. Entorn del 5,5% de les famílies i el 9,5% de la població estaven per davall del llindar de pobresa.

## Poblacions més properes
El següent diagrama mostra les poblacions més properes.